# دوروتيا كريستنسن
دوروتيا كريستنسن (بالنرويجية البوكمول: Dorothea Christensen)‏ هي كاتِبة نرويجية، ولدت في 19 ديسمبر 1847، وتوفيت في 28 فبراير 1908.